# Джулі (герб)
Джулі (пол. Dziuli, Franchini) − шляхетський власний герб з індигенату, походженням з Міланського герцогства.

## Опис герба
Опис герба з використанням класичних правил блазонування:
У червоному полі три срібні вужі один під іншим. Клейнод – невідомий. Намет червоний, підбитий сріблом.
Юліуш Карол Островський в Księdze herbowej rodów polskich, дає інші кольори цього герба: 
У срібному полі три золоті вужі один під іншим.

## Згадки геральдичні
15 квітня 1676 р., під час коронаційного сейму Яна III Собеського, на прохання гетьмана Вишневецького за свої військові заслуги і фінансовий внесок своїх предків у перемогу над шведами під час Шведського Потопу, Станіслав Франчіні Джулі отримав індигенат і герб. Індигенат підтверджено в 1681.

## Гербовий рід
Одна сім'я (герб власний): Джулі (Dziuli) та їх нащадки: Джулі, Джевульські, Франчіні, Франзберги.